# Porthetinae
Porthetinae es una subfamilia de insectos de la familia Pamphagidae. Se distribuye en África y Asia (Arabia).

## Géneros
Los siguientes géneros pertenecen a la subfamilia Porthetinae:
- Trachypetrella Kirby, 1910
- Aphantotropis Uvarov, 1924
- Bolivarella Saussure, 1887
- Cultrinotus Bolívar, 1915
- Hoplolopha Stål, 1876
- Lamarckiana Kirby, 1910
- Lobosceliana Dirsh, 1958
- Pagopedilum Karsch, 1896
- Porthetis Serville, 1831
- Puncticornia Dirsh, 1958
- Transvaaliana Dirsh, 1958
- Vansoniacris Dirsh, 1958
- Xiphoceriana Dirsh, 1958